# Xã Oliver, Quận Williams, Bắc Dakota
Xã Oliver (tiếng Anh: Oliver Township) là một xã thuộc quận Williams, tiểu bang Bắc Dakota, Hoa Kỳ. Năm 2010, dân số của xã này là 8 người.